# Lupești, Arad

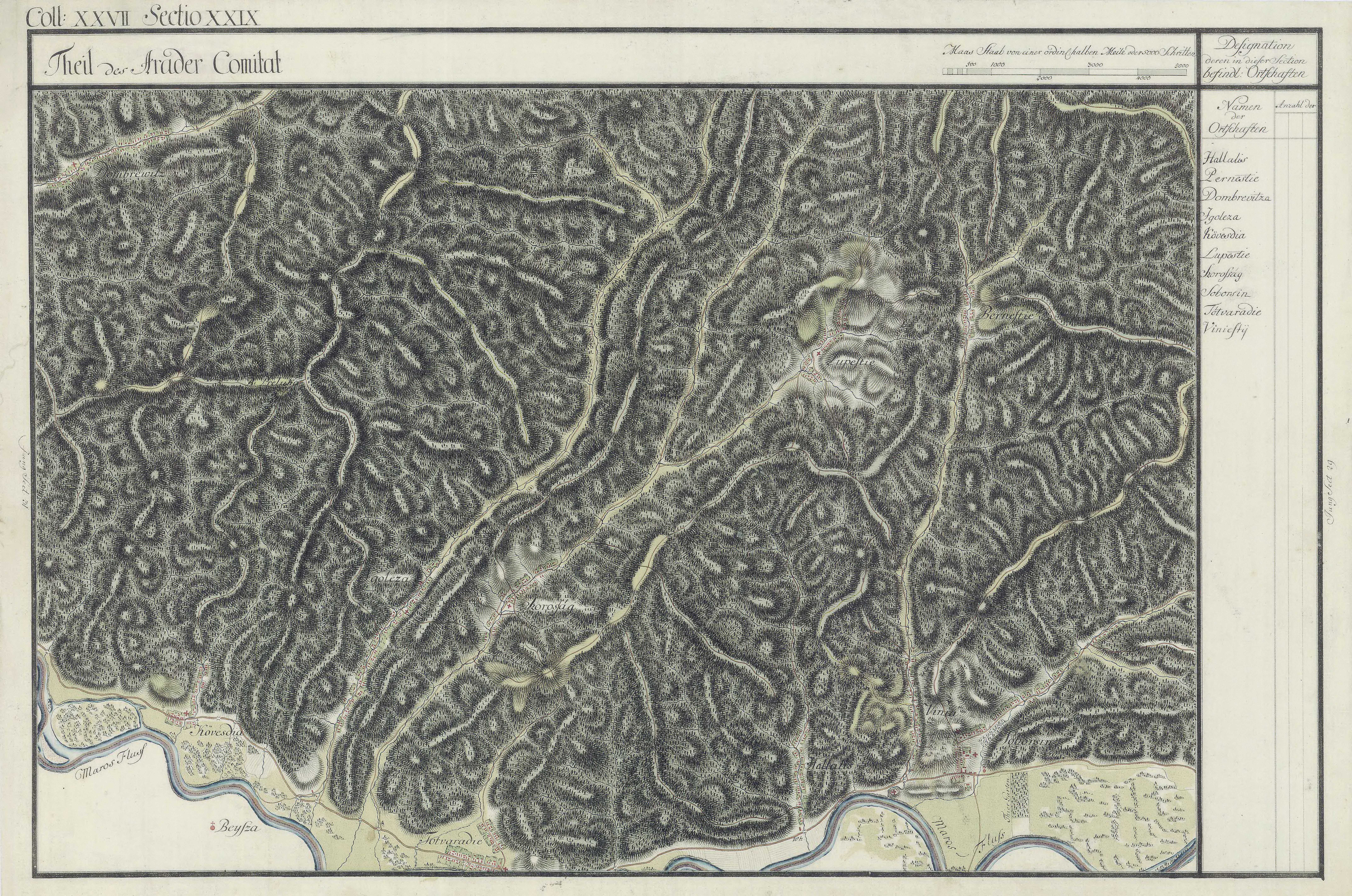
Lupeşti în Harta Iosefină a Comitatului Arad

Lupești este un sat în comuna Vărădia de Mureș din județul Arad, Crișana, România.